# Curious (аромат)
Curious — женский аромат от американской певицы Бритни Спирс.
Заработок певицы составил $52 млн.

## Информация
Curious был выпущен в сентябре 2004 года и имел большой международный успех. В 2004 году это был аромат номер один в универмагах, а в 2005 году Fragrance Foundation назвали его Лучшим Женским Ароматом.
Аромат был показан в видеоклипе Спирс на песню «Circus».

## Реклама
Телереклама для Curious, «Hotel Rooms», была разработана в агентстве Goodby, Silverstein & Partners, а режиссёром выступил Дейв Мейерс через производственную компанию @radical.media. Обстановка была построена на сцене, а не в отеле. Любовный интерес к певице в рекламе играет актёр Эрик Уинтер.
Рекламный ролик начинается с того, что Уинтер и Спирс заметили друг друга перед входом в соседние номера отеля. Затем, они показаны думающими друг о друге и Спирс идёт к двери Уинтера. Фантазии Спирс смешиваются как калейдоскоп. В конце ролика Спирс смотрит в камеру.

## Продукты
Curious — парфюмированная вода, доступна во флаконах 50 мл. и 100 мл. (также доступна в различных меньших объёмах — 5 мл., 10 мл. и 30 мл.). Флакон 100 мл. содержит распылительную форсунку. Помимо флаконов духов также есть:
- Deliciously Whipped! (200 мл.) — крем-суфле для тела
- Lather Me Up! (200 мл.) — гель для душа
- You’re So Smooth! (200 мл.) — скраб для тела
- Totally Ticklish! (20 г.) — шиммер для тела
- Write On! (14 г.) — ароматизированный шиммер
- Two Tempting! (5 мл.) — аромат Roller Ball и блеск для губ Duo
- Блеск для губ (8 мл.). Доступен в тюбике в подарочном издании.[3][4]

## Curious: In Control
Как и Curious, ограниченное издание, выпущенное в апреле 2006 года, было чрезвычайно популярно. Новый аромат под названием In Control стал хитом на прилавках магазинов в некоторых странах, включая Соединённые Штаты, Канаду, Японию и Европу. Флакон парфюма выглядит так же, как и оригинальный флакон духов Curious, только чёрного цвета. Аромат предполагался, как «сладкий и сексуальный». Хотя первоначально сообщалось, что аромат будет выпущен ограниченным тиражом, парфюм по-прежнему доступен для покупки.
О названии Спирс сказала: «Я становлюсь старше, названия приходят с возрастом. Это более требовательное, более чувственное, это чёрное, это о том, как быть под контролем. Это круто и вдохновляюще… девушкам это нужно.»